# Вахидски Султанат Балхаф
Вахидски Султанат Балхаф (арап. سلطنة الواحدي بالحاف‎) је била феудална држава на југу Арабијског полуострва. Територија овог султаната се данас налази под контролом Републике Јемен.
Главни град султанат је био Балхаф на обали Аденског залива.

## Историја
Вахидски султанат био је феудална држава владара племена Вахиди (Wahidi) са сједиштем султана у граду Хабану, он је подијељен 1830 у четири султаната; Вахидски Султанат Азан, Вахидски Вилајет Бир Али, Вахидски Султанат Хабан и Вахидски султанат Балхаф. Вахидски султани потписали су неформални споразум о заштити с Британијом 1888. године и постали дио Протектората Аден. Од 1917-1937 је дио Западног дјела Аденског протектората а након тога и Источног дјела Аденског Протектората (1937—1961).
Султан Абдулах Умар, који је на чело Вахидског султаната Балхаф ступио 1881, успио је исте године 4. маја 1881 ујединити Вахидске султанате; Балхаф и Азан. Након тога је Вахидском султанату Балхаф приступио мањи Вахидски Вилајет Бир Али 1961. године, те 1962. Вахидски Султанат Хабан. Вахидски Султанат Балхаф потом је ушао у Федерацију Арапских Емирата Југа под именом Вахидски Султанат. Вахидски султанат је постао чланица Федерације Јужне Арабије.
Посљедњи султан — Насир бен Абд Алах ал Вахиди, свргнут је с власти 1967, тад је укинут султанат те на његовој територији успсотављена држава Јужни Јемен.